# Campeonato Mundial de Esgrima de 1975
O Campeonato Mundial de Esgrima de 1975 foi a 41ª edição do torneio organizado pela Federação Internacional de Esgrima (FIE) entre 11 de julho a 21 de julho de 1975. O evento foi realizado em Budapeste, Hungria. 

## Resultados
Os resultados foram os seguintes. 
Masculino
| Evento             | Ouro                                                                                        | Prata                                                                                        | Bronze                                                                                    |
| Espada individual  | Alemanha Ocidental · Alexander Pusch                                                        | União Soviética · Boris Lukomsky                                                             | Hungria · István Osztrics                                                                 |
| Espada por equipe  | Suécia · Rolf Edling · Hans Jacobson · Carl von Essen · Göran Flodström                     | Alemanha Ocidental · Elmar Beierstettel · Hans-Jürgen Hehn · Reinhold Behr · Alexander Pusch | Hungria · Csaba Fenyvesi · István Osztrics · Győző Kulcsár · Sándor Erdős                 |
| Florete individual | França · Christian Noël                                                                     | França · Bernard Talvard                                                                     | União Soviética · Vladimir Denisov                                                        |
| Florete por equipe | França · Christian Noël · Daniel Revenu · Bernard Talvard · Frédéric Pietruszka             | União Soviética · Vladimir Denisov · Sabirzhan Ruziyev · Serguei Isakov · Alexandr Romankov  | Itália · Carlo Montano · Stefano Simoncelli · Nicola Granieri · Giovanni Battista Coletti |
| Sabre individual   | União Soviética · Vladimir Nazlymov                                                         | Polónia · Jacek Bierkowski                                                                   | Hungria · Péter Marót                                                                     |
| Sabre por equipe   | União Soviética · Vladimir Nazlymov · Viktor Krovopuskov · Viktor Sidiak · Eduard Vinokurov | Hungria · Imre Gedővári · Pál Gerevich · Péter Marót · Tamás Kovács                          | Roménia · Dan Irimiciuc · Cornel Marin · Ioan Pop · Mihai Frunza                          |

Feminino
| Evento             | Ouro                                                                                    | ' Prata                                                                       | Bronze                                                                         |
| Florete individual | Roménia · Ecaterina Stahl-Iencic                                                        | União Soviética · Olga Knyazeva                                               | Hungria · Ildikó Farkasinszky-Bóbis                                            |
| Florete por equipe | União Soviética · Olga Kniazeva · Valentina Sidorova · Nailia Guiliazova · Elena Belova | Hungria · Ildikó Bóbis · Ildikó Schwarczenberger · Magda Maros · Ildikó Rejtő | Roménia · Ecaterina Stahl · Suzana Ardeleanu · Magdalena Bartoș · Elena Pricop |

## Quadro de medalhas
País sede
| Ordem | País               | Medalha de ouro | Medalha de prata | Medalha de bronze |    |
| ----- | ------------------ | --------------- | ---------------- | ----------------- | -- |
| 1     | União Soviética    | 3               | 3                | 1                 | 7  |
| 2     | França             | 2               | 1                |                   | 3  |
| 3     | Alemanha Ocidental | 1               | 1                |                   | 2  |
| 4     | Roménia            | 1               |                  | 2                 | 3  |
| 5     | Suécia             | 1               |                  |                   | 1  |
| 6     | Hungria            |                 | 2                | 4                 | 6  |
| 7     | Polónia            |                 | 1                |                   | 1  |
| 8     | Itália             |                 |                  | 1                 | 1  |
| TOTAL | TOTAL              | 8               | 8                | 8                 | 24 |